# Dinamite Bla
Dinamite Bla (Hard Haid Moe) è un personaggio immaginario dei fumetti Disney, creato da Dick Kinney e Al Hubbard. Originariamente voleva essere una parodia del montanaro nordamericano che odia la città e vive in isolamento da tutto e tutti, ispirato a Cnemone, il vecchio scorbutico protagonista del Bisbetico (Δύσκολος) di Menandro. Compare per la prima volta nella storia del 1964 Paperino e lo stornello alla "page", scritta da Dick Kinney e disegnata da Al Hubbard, come intrattabile villico con cui Paperoga e, suo malgrado, Paperino hanno a che fare.
Comparso quasi esclusivamente nelle storie americane per il mercato estero o in quelle di produzione brasiliana, dopo una lunga assenza è stato recuperato come personaggio nel 2006, sulle pagine di Topolino, dallo sceneggiatore Fausto Vitaliano, a partire dalla storia Dinamite Bla e l'eclissi di sale disegnata da Giorgio Cavazzano.

## Caratteristiche
Vive sulle montagne nei dintorni di Paperopoli, sul Cucuzzolo del Misantropo, che sembra prendere il nome proprio da lui, e infatti caccia sovente gli scocciatori con l'archibugio caricato a sale. Nella storia Zio Paperone e la speculazione edilizia (1971), pubblicata su Topolino n. 835 (disegnata da Tony Strobl), si viene a sapere che Dinamite Bla abita a circa venticinque chilometri da Paperopoli (presumibilmente ad est della città), e che possiede gran parte del terreno circostante (migliaia di ettari), acquistato da un suo antenato con regolare contratto dagli indiani locali. Affezionato alla natura, resiste alle tante proposte di vendita delle sue proprietà fatte da Paperone o da altri miliardari. Nella storia Dinamite Bla Sindaco abita sempre sul Cocuzzolo del Misantropo, che diventa prima sub-frazione di Zarro di Sopra, poi comune autonomo.
In Dinamite Bla da studente a professore  (2009, sceneggiatura di Fausto Vitaliano, disegni di Roberto Vian) gli viene data la laurea in Educazione allegorica. Nella storia Dinamite Bla e il Maiale da concorso fa la sua comparsa il personaggio di Cataldo, suino di Dinamite. Dal 2012 il personaggio è stato ripreso dallo sceneggiatore Gabriele Mazzoleni, che ne ha scritto alcune avventure. È inoltre sovente utilizzato da Roberto Gagnor. A volte appare con la nipote Valkiria (perennemente in cerca di un fidanzato), ma più spesso con la governante Firmina, che nelle storie brasiliane a partire dal 1990 cerca di "educarlo", e soprattutto (in tutte le storie) il cane Fiuto Joe. È socio del Club dei Buzzurri, a cui appartengono altri montanari solitari e poco civili come lui. Detesta il vicino Truz, e Paperoga che lo importuna spesso, insieme a Paperino, il quale però sembra più tollerato dal misantropo; i due paperi sono stati i primi a fargli visita proprio nella storia d'esordio di Dinamite nel 1964, ai tempi in cui Paperoga cercava nuovi sound per la sua passione musicale e aveva deciso di trovare qualche contadino che cantasse bene.
Nella breve storia brasiliane Dinamite Bla e la sorella intellettuale, pubblicata su Topolino n. 1916 del 16 agosto del 1992 (scritta da Renato Canini e disegnata da Verci de Mello), fa la sua comparsa una sorella di Dinamite Bla di nome Genoveffa, che si autodefinisce «intellettuale» e mal si adatta allo stile di vita del montanaro.
In Dinamite Bla in: Una questione di famiglia e melanzane pubblicata su Topolino n. 2905 de 2 del agosto del 2011 (escritta da Roberto Gagnor e disegnata da Andrea Freccero) vengono presentati diversi parenti, come Dynamite Smack (cugina) e Zia Spingarda.

### Albero genealogico
Su Topolino n. 2782 del 2009 viene proposto un albero genealogico degli antenati di Dinamite Bla:
- Il capostirpe fu Patamum Blam Blam, costruttore di spingarde artigianali. Ritenendo lungo il cognome lo dimezza in Blam.
- I figli di Patamum sono Kaboom e Clicchete, Kaboom continua l'attività paterna, Clicchete no.
- Da Kaboom nasce Archibugio che durante una dimostrazione spara a un'insegna che da "Spingarde Blam" diventa "Bla". L'idea è accolta.
- I figli Salnitro, Bossolo, Fulmicotone, Ottanitrocubano, Glicerone e Grisù.
- Da Salnitro nascono Genoveffa e Dinamite, da Genoveffa Valkiria.

|             |             |             |             |             |             |          |  |  |  |             |             |               |               |               |               |               |               |  |  |              |              |              |              |              |              |              |              |             |             |             |             |             |             |             |             |                                  |                                  |                                  |                                  | Sconosciuta                      | Sconosciuta                      | Sconosciuta     | Sconosciuta     | Sconosciuta | Sconosciuta |                     |                     |                     |                     |                     |                     | Patamum Blam (Patamum Blam Blam) | Patamum Blam (Patamum Blam Blam) | Patamum Blam (Patamum Blam Blam) | Patamum Blam (Patamum Blam Blam) | Patamum Blam (Patamum Blam Blam) | Patamum Blam (Patamum Blam Blam) |               |               |  |  |           |           |           |           |           |           |  |  |
|             |             |             |             |             |             |          |  |  |  |             |             |               |               |               |               |               |               |  |  |              |              |              |              |              |              |              |              |             |             |             |             |             |             |             |             |                                  |                                  |                                  |                                  | Sconosciuta                      | Sconosciuta                      | Sconosciuta     | Sconosciuta     | Sconosciuta | Sconosciuta |                     |                     |                     |                     |                     |                     | Patamum Blam (Patamum Blam Blam) | Patamum Blam (Patamum Blam Blam) | Patamum Blam (Patamum Blam Blam) | Patamum Blam (Patamum Blam Blam) | Patamum Blam (Patamum Blam Blam) | Patamum Blam (Patamum Blam Blam) |               |               |  |  |           |           |           |           |           |           |  |  |
|             |             |             |             |             |             |          |  |  |  |             |             |               |               |               |               |               |               |  |  |              |              |              |              |              |              |              |              |             |             |             |             |             |             |             |             |                                  |                                  |                                  |                                  |                                  |                                  |                 |                 |             |             |                     |                     |                     |                     |                     |                     |                                  |                                  |                                  |                                  |                                  |                                  |               |               |  |  |           |           |           |           |           |           |  |  |
|             |             |             |             |             |             |          |  |  |  |             |             |               |               |               |               |               |               |  |  |              |              |              |              |              |              |              |              |             |             |             |             |             |             |             |             |                                  |                                  |                                  |                                  |                                  |                                  |                 |                 |             |             |                     |                     |                     |                     |                     |                     |                                  |                                  |                                  |                                  |                                  |                                  |               |               |  |  |           |           |           |           |           |           |  |  |
|             |             |             |             |             |             |          |  |  |  |             |             |               |               |               |               |               |               |  |  |              |              |              |              |              |              |              |              |             |             | Sconosciuta | Sconosciuta | Sconosciuta | Sconosciuta | Sconosciuta | Sconosciuta |                                  |                                  |                                  |                                  |                                  |                                  | Kaboom Blam     | Kaboom Blam     | Kaboom Blam | Kaboom Blam | Kaboom Blam         | Kaboom Blam         |                     |                     | Clicchete Blam      | Clicchete Blam      | Clicchete Blam                   | Clicchete Blam                   | Clicchete Blam                   | Clicchete Blam                   |                                  |                                  |               |               |  |  |           |           |           |           |           |           |  |  |
|             |             |             |             |             |             |          |  |  |  |             |             |               |               |               |               |               |               |  |  |              |              |              |              |              |              |              |              |             |             | Sconosciuta | Sconosciuta | Sconosciuta | Sconosciuta | Sconosciuta | Sconosciuta |                                  |                                  |                                  |                                  |                                  |                                  | Kaboom Blam     | Kaboom Blam     | Kaboom Blam | Kaboom Blam | Kaboom Blam         | Kaboom Blam         |                     |                     | Clicchete Blam      | Clicchete Blam      | Clicchete Blam                   | Clicchete Blam                   | Clicchete Blam                   | Clicchete Blam                   |                                  |                                  |               |               |  |  |           |           |           |           |           |           |  |  |
|             |             |             |             |             |             |          |  |  |  |             |             |               |               |               |               |               |               |  |  |              |              |              |              |              |              |              |              |             |             |             |             |             |             |             |             |                                  |                                  |                                  |                                  |                                  |                                  |                 |                 |             |             |                     |                     |                     |                     |                     |                     |                                  |                                  |                                  |                                  |                                  |                                  |               |               |  |  |           |           |           |           |           |           |  |  |
|             |             |             |             |             |             |          |  |  |  |             |             |               |               |               |               |               |               |  |  |              |              |              |              | Sconosciuta  | Sconosciuta  | Sconosciuta  | Sconosciuta  | Sconosciuta | Sconosciuta |             |             |             |             |             |             | Archibugio Bla (Archibugio Blam) | Archibugio Bla (Archibugio Blam) | Archibugio Bla (Archibugio Blam) | Archibugio Bla (Archibugio Blam) | Archibugio Bla (Archibugio Blam) | Archibugio Bla (Archibugio Blam) |                 |                 |             |             |                     |                     |                     |                     |                     |                     |                                  |                                  |                                  |                                  |                                  |                                  |               |               |  |  |           |           |           |           |           |           |  |  |
|             |             |             |             |             |             |          |  |  |  |             |             |               |               |               |               |               |               |  |  |              |              |              |              | Sconosciuta  | Sconosciuta  | Sconosciuta  | Sconosciuta  | Sconosciuta | Sconosciuta |             |             |             |             |             |             | Archibugio Bla (Archibugio Blam) | Archibugio Bla (Archibugio Blam) | Archibugio Bla (Archibugio Blam) | Archibugio Bla (Archibugio Blam) | Archibugio Bla (Archibugio Blam) | Archibugio Bla (Archibugio Blam) |                 |                 |             |             |                     |                     |                     |                     |                     |                     |                                  |                                  |                                  |                                  |                                  |                                  |               |               |  |  |           |           |           |           |           |           |  |  |
|             |             |             |             |             |             |          |  |  |  |             |             |               |               |               |               |               |               |  |  |              |              |              |              |              |              |              |              |             |             |             |             |             |             |             |             |                                  |                                  |                                  |                                  |                                  |                                  |                 |                 |             |             |                     |                     |                     |                     |                     |                     |                                  |                                  |                                  |                                  |                                  |                                  |               |               |  |  |           |           |           |           |           |           |  |  |
|             |             |             |             |             |             |          |  |  |  |             |             |               |               |               |               |               |               |  |  |              |              |              |              |              |              |              |              |             |             |             |             |             |             |             |             |                                  |                                  |                                  |                                  |                                  |                                  |                 |                 |             |             |                     |                     |                     |                     |                     |                     |                                  |                                  |                                  |                                  |                                  |                                  |               |               |  |  |           |           |           |           |           |           |  |  |
|             |             |             |             |             |             |          |  |  |  | Sconosciuta | Sconosciuta | Sconosciuta   | Sconosciuta   | Sconosciuta   | Sconosciuta   |               |               |  |  |              |              | Salnitro Bla | Salnitro Bla | Salnitro Bla | Salnitro Bla | Salnitro Bla | Salnitro Bla |             |             | Bossolo Bla | Bossolo Bla | Bossolo Bla | Bossolo Bla | Bossolo Bla | Bossolo Bla |                                  |                                  | Fulmicotone Bla                  | Fulmicotone Bla                  | Fulmicotone Bla                  | Fulmicotone Bla                  | Fulmicotone Bla | Fulmicotone Bla |             |             | Ottanitrocubano Bla | Ottanitrocubano Bla | Ottanitrocubano Bla | Ottanitrocubano Bla | Ottanitrocubano Bla | Ottanitrocubano Bla |                                  |                                  | Glicerone Bla                    | Glicerone Bla                    | Glicerone Bla                    | Glicerone Bla                    | Glicerone Bla | Glicerone Bla |  |  | Grisù Bla | Grisù Bla | Grisù Bla | Grisù Bla | Grisù Bla | Grisù Bla |  |  |
|             |             |             |             |             |             |          |  |  |  | Sconosciuta | Sconosciuta | Sconosciuta   | Sconosciuta   | Sconosciuta   | Sconosciuta   |               |               |  |  |              |              | Salnitro Bla | Salnitro Bla | Salnitro Bla | Salnitro Bla | Salnitro Bla | Salnitro Bla |             |             | Bossolo Bla | Bossolo Bla | Bossolo Bla | Bossolo Bla | Bossolo Bla | Bossolo Bla |                                  |                                  | Fulmicotone Bla                  | Fulmicotone Bla                  | Fulmicotone Bla                  | Fulmicotone Bla                  | Fulmicotone Bla | Fulmicotone Bla |             |             | Ottanitrocubano Bla | Ottanitrocubano Bla | Ottanitrocubano Bla | Ottanitrocubano Bla | Ottanitrocubano Bla | Ottanitrocubano Bla |                                  |                                  | Glicerone Bla                    | Glicerone Bla                    | Glicerone Bla                    | Glicerone Bla                    | Glicerone Bla | Glicerone Bla |  |  | Grisù Bla | Grisù Bla | Grisù Bla | Grisù Bla | Grisù Bla | Grisù Bla |  |  |
|             |             |             |             |             |             |          |  |  |  |             |             |               |               |               |               |               |               |  |  |              |              |              |              |              |              |              |              |             |             |             |             |             |             |             |             |                                  |                                  |                                  |                                  |                                  |                                  |                 |                 |             |             |                     |                     |                     |                     |                     |                     |                                  |                                  |                                  |                                  |                                  |                                  |               |               |  |  |           |           |           |           |           |           |  |  |
|             |             |             |             |             |             |          |  |  |  |             |             |               |               |               |               |               |               |  |  |              |              |              |              |              |              |              |              |             |             |             |             |             |             |             |             |                                  |                                  |                                  |                                  |                                  |                                  |                 |                 |             |             |                     |                     |                     |                     |                     |                     |                                  |                                  |                                  |                                  |                                  |                                  |               |               |  |  |           |           |           |           |           |           |  |  |
| Sconosciuto | Sconosciuto | Sconosciuto | Sconosciuto | Sconosciuto | Sconosciuto |          |  |  |  |             |             | Genoveffa Bla | Genoveffa Bla | Genoveffa Bla | Genoveffa Bla | Genoveffa Bla | Genoveffa Bla |  |  | Dinamite Bla | Dinamite Bla | Dinamite Bla | Dinamite Bla | Dinamite Bla | Dinamite Bla |              |              |             |             |             |             |             |             |             |             |                                  |                                  |                                  |                                  |                                  |                                  |                 |                 |             |             |                     |                     |                     |                     |                     |                     |                                  |                                  |                                  |                                  |                                  |                                  |               |               |  |  |           |           |           |           |           |           |  |  |
| Sconosciuto | Sconosciuto | Sconosciuto | Sconosciuto | Sconosciuto | Sconosciuto |          |  |  |  |             |             | Genoveffa Bla | Genoveffa Bla | Genoveffa Bla | Genoveffa Bla | Genoveffa Bla | Genoveffa Bla |  |  | Dinamite Bla | Dinamite Bla | Dinamite Bla | Dinamite Bla | Dinamite Bla | Dinamite Bla |              |              |             |             |             |             |             |             |             |             |                                  |                                  |                                  |                                  |                                  |                                  |                 |                 |             |             |                     |                     |                     |                     |                     |                     |                                  |                                  |                                  |                                  |                                  |                                  |               |               |  |  |           |           |           |           |           |           |  |  |
|             |             |             |             |             |             |          |  |  |  |             |             |               |               |               |               |               |               |  |  |              |              |              |              |              |              |              |              |             |             |             |             |             |             |             |             |                                  |                                  |                                  |                                  |                                  |                                  |                 |                 |             |             |                     |                     |                     |                     |                     |                     |                                  |                                  |                                  |                                  |                                  |                                  |               |               |  |  |           |           |           |           |           |           |  |  |
|             |             |             |             |             |             | Valkiria |  |  |  |             |             |               |               |               |               |               |               |  |  |              |              |              |              |              |              |              |              |             |             |             |             |             |             |             |             |                                  |                                  |                                  |                                  |                                  |                                  |                 |                 |             |             |                     |                     |                     |                     |                     |                     |                                  |                                  |                                  |                                  |                                  |                                  |               |               |  |  |           |           |           |           |           |           |  |  |